# Claire Bauroff
Klara Amanda Anna Baur, coneguda artísticament com a Claire Bauroff (Weißenhorn, Baviera–, 26 de febrer de 1895-(?), 7 de febrer de 1984), va ser una ballarina, coreògrafa, professora de ballet, actriu, model i escriptora alemanya, l'activitat de la qual s'enquadra dins del moviment coreogràfic alemany denominat Nackttanz, sorgit en els anys anteriors a l'inici de la Primera Guerra Mundial com un intent de «modernitzar» la dansa, en què les protagonistes de vegades arribaven a actuar totalment nues davant el públic, la qual cosa és interpretat per alguns investigadors com un «gest d'emancipació».
Com a model, se'n conserven una extensa galeria de retrats fotogràfics fets per autors com Yva, Nini i Carry Hess, Alexander Binder (1925), Lotte Jacobi (c.1928) o, especialment, el nord-americà nascut a Àustria Trude Fleischmann (1924), en els quals el cos nu de la ballarina es fusiona amb un fons negre, considerats en l'actualitat com a autèntiques icones de la fotografia eròtica europea del primer terç del segle xx.
Es coneix també en aquest sentit una carpeta composta per vint litografies de l'artista gràfic i pintor Otto Heinrich Strohmeyer, inspirades en els seus ballets Hermes i Spatzanz (1919), i una sèrie de dibuixos de l'il·lustrador vienès B. F. Dolbin, etc.
El 2011 es publica el llibre Wandlung aber ist des Leben, en el qual el professor de Literatura alemanya Ralf Georg Czapla recull part de la seva obra poètica.

## Biografia
Klara Amanda Anna Baur va ser la quarta dels sis fills del matrimoni format per Arthur Baur (1858-1923), notari real de l'estat de Baviera, i Amélie Trumpler (1868-1957), filla d'un destacat comerciant de la ciutat de Worms. El seu germà Friedrich (n. 1890) va arribar a ser un notable empresari, fundador del Grup Baur, considerat a la seva mort en 1965 com el quart transportista més important d'Alemanya.
Malgrat l'oposició de la família, Klara es forma com a actriu a Múnic (1913-1915), alhora que es matricula a la coneguda Escola Bode de Gimnàstica Rítmica de la capital, fundada per Rudolf Bode en 1911. Intervé en la gira del grup Münchner Tanzgruppe, dirigit per Jutta von Collande i Andreas P. Scheller i basat sobretot en els pressupostos radicals de l'escola expressionista del moment. El 1920 participa amb Collande i María Müllerbrunn en l'obra Primavera [sic], en què les tres ballarines actuen amb independència al ritme de tres arpes separades (finalment, una s'imposa a les altres dues). Aquest mateix any escriu al costat del cineasta hongarès Pál Fejös el guió de la pel·lícula muda Pán, en la qual apareix també com a actriu.
El gener de 1921 contreu matrimoni amb l'aristòcrata hongarès István Ferenc János Joszef Hippolyt Kasimir Zichy de Zich i Vásonkeö, comte de Zichy, trenta anys més gran que ella, del qual es divorcia gairebé immediatament. Pel que sembla, ell no va poder suportar la ruptura, i se suïcidar el juny d'aquest mateix any.
També en aquells dies, més concretament en l'estiu de 1922, coneix el novel·lista i filòsof Hermann Broch, que el 8 de setembre li dedica el sonet Die Tänzerin (La ballarina), «fet a mida per a Claire Bauroff», amb el qual entaula una perllongada relació epistolar, especialment, sobre temes literaris i culturals, fins a la seva mort al maig de 1951.

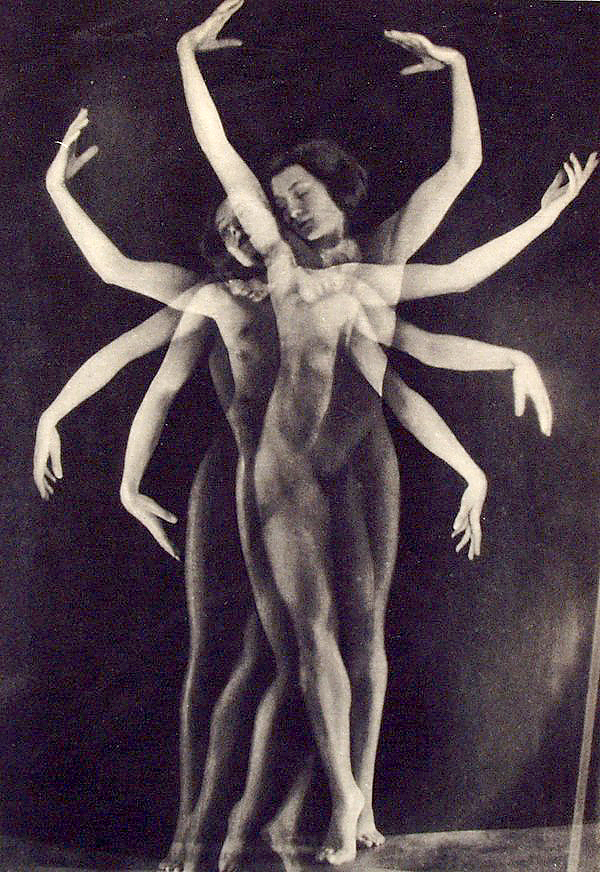
Claire Bauroff. Fotografia realitzada per Yva al voltant de 1933.

Comença en aquella època una reeixida gira d'actuacions per Europa (el 1928, es presenta amb Josephine Baker a Copenhaguen i Estocolm), només entelada per les crítiques, sovint ferotges, dels que consideren que una dona «prou harmoniosa» no té necessitat d'exhibir-se en escena íntegrament nua.
Sobresurt igualment en aquest aspecte la seva actuació a Viena el 26 de novembre de 1922, a la qual assisteix la també actriu i ballarina Anita Berber, que «es va meravellar que algú pogués ballar àdhuc més nua que ella».
Cal ressaltar també en aquest cas la seva participació en el documental Wege zu Kraft und Schönheit – Ein Film über moderne Körperkultur (Camins cap a la força i la bellesa – Una pel·lícula sobre la cultura corporal moderna), dirigit per Nicholas Kaufmann i Wilhelm Prager i estrenat a Finlàndia l'octubre de 1925, considerat, entre altres coses, una defensa a ultrança del nudisme. La seva breu aparició al costat de personalitats de l'època –com l'actor i esportista Johnny Weissmüller, l'actriu i ballarina austroalemana coneguda artísticament com La Jana, l'empresari John D. Rockefeller, el boxador Jack Dempsey o fins el mateix Benito Mussolini (la participació del qual també es va rebutjar)– va ser prohibida per la censura, o la presentació a Viena un any abans del drama coreogràfic Das Licht ruft (La llum està cridant), amb música de Franz Salmhofer, en el qual l'actriu encarna set personatges, denunciat per alguns sectors de la societat austríaca per la «falta de roba» de l'artista.
Des de 1927, manté una certa relació sentimental (no és clar que arribessin a contreure matrimoni) amb l'historiador i filòsof jueu, íntim amic de Broch, Paul Schrecker (1889-1963), que, després de l'arribada del règim nazi i la seva consegüent expulsió de l'Acadèmia Prussiana de les Ciències, fuig a París el 1933. Klara, que en realitat s'ha separat de Paul fa uns mesos, es queda a Baviera cuidant la seva mare, alhora que es guanya la vida com a professora de ballet.
El 1944, el pis de la Schellingstraße de Múnic on viuen les dues és destruït pels bombardejos aliats. El seu germà Friedrich els regala llavors una enorme mansió a Gräfelfing, als afores de la capital, en la qual mare i filla resideixen fins a la mort d'aquella el 1957, i en la qual s'estableix l'Institut für Autogenes Training und Atemtherapie (Institut d'Entrenament Autogènic i Teràpia Respiratòria), situat en el núm. 9 de la Tassilostraße, que dirigeix durant vint anys.
Va morir el 7 de febrer de 1984, als 88 anys.

## Pel·lícules
- Primavera (1920)
- Pàn (1920)
- Wege zu Kraft und Schönheit (Camins cap a la força i la bellesa, documental) (1925)

## Obra poètica
- Bauroff, Claire; Czapla, Ralf Georg [editor] (2011). Wandlung aber ist das Leben. Bernstein Verlag. ISBN 978-3939431619.